# Świadkowie Jehowy w Mołdawii
Świadkowie Jehowy w Mołdawii – społeczność wyznaniowa w Mołdawii, należąca do ogólnoświatowej wspólnoty Świadków Jehowy. Artykuł opisuje historię działalności Świadków Jehowy nie tylko w obecnej Mołdawii (łącznie z nieuznawanym na arenie międzynarodowej Naddniestrzem), ale także na tym terenie przed powstaniem niepodległego państwa: na terenie Besarabii (do 1940 roku; na terenie ZSRR i na terenie Rumunii), Mołdawskiej Socjalistycznej Republiki Radzieckiej (1940–1941 oraz 1944–1991), a także na tym terenie przyłączonym do Rumunii w latach 1941–1944.
W 2023 roku społeczność Świadków Jehowy w Mołdawii liczyła 17 979 głosicieli, należących do 195 zborów. Na dorocznej uroczystości Wieczerzy Pańskiej w 2023 roku zgromadziło się 33 198 osób (ok. 1,2% mieszkańców). Działalność miejscowych głosicieli koordynuje Biuro Oddziału w Kiszyniowie.

## Historia

### Początki
W 1891 roku Charles Taze Russell odwiedził Josifa Rabinowicza w Kiszyniowie (wówczas: gubernia besarabska w carskiej Rosji). Rabinowicz obeznany z wierzeniami Badaczy Pisma Świętego prowadził działalność wśród Żydów. Na jego posesji znajdował się dom modlitwy, który mógł pomieścić około 125 osób; obrzędy sprawowano w nim w języku jidysz, według własnego rytu, łączącego elementy żydowskie i chrześcijańskie. Sam Rabinowicz drukował i rozpowszechniał traktaty biblijne skierowane do Żydów. Był on zaznajomiony z Wykładami Pisma Świętego czytał czasopismo „Strażnica Syjońska” wydawane przez Charlesa T. Russella.
W 1919 roku Ion Andronic powrócił z obozu jenieckiego po I wojnie światowej do rodzinnej miejscowości Corjeuți i zainteresował się Biblią. Wkrótce jego rodzina, wraz z rodziną sąsiada Ilie Grozy, rozpoczęła omawianie Pisma Świętego na podstawie publikacji Towarzystwa Strażnica. Do tej grupy dołączali dalsi krewni oraz rodzina Iacuboi, tworząc zbór utrzymujący kontakt z rumuńskim Biurem Oddziału. W 1921 roku w okolicach miasta Corjeuți Badaczami Pisma Świętego zostało około 200 osób.
W 1922 roku w Corjeuți został zbudowany pierwszy dom zebrań (odpowiednik Sali Królestwa). W wiosce Șirăuți pierwszym Badaczem został Ilarion Bugaian, a Moise Ciobanu, który z wierzeniami Badaczem Pisma Świętego zetknął się w niemieckim więzieniu w trakcie I wojny światowej, powrócił jako pierwszy Badacz do miasta Bielce. Tam też powstała grupa wyznawców, która z czasem przekształciła się w zbór. W 1923 roku rumuńskie Biuro Oddziału zaczęło wysyłać na terytorium Mołdawii współwyznawców, którzy pomagali w prowadzeniu działalności kaznodziejskiej.
25 kwietnia 1925 roku na podstawie Dyrektywy Tajnej Policji numer 17274/925 wprowadzono zakaz działalności, zarządzony przez Ministerstwo do spraw Wyznań i Sztuki. Badaczom Pisma Świętego zarzucano współpracę z komunistami. Do Ministerstwa do spraw Wyznań i Sztuki wniesiono oficjalną prośbę o zniesienie zakazu, wraz z dokumentem przedstawiającym opis wierzeń i działalności związku wyznaniowego. W 1927 roku odbyły się trzy rozmowy z ministrem, jednak nie przyniosły one skutku. Na mocy dokumentu z 29 maja 1932 roku „wszelka działalność” Badaczy Pisma Świętego została całkowicie zakazana. Jednak sytuacja prawna na terenie całej przedwojennej Rumunii była zróżnicowana. Na obszarze Besarabii, mimo podejmowanych kolejnych lokalnych prób, np. w roku 1937 w miejscowości Soroki, nie udało się zalegalizować działalności. Zakaz działalności potwierdzono 12 lipca 1939 roku w oficjalnym piśmie rządowym Monitorul Oficial.
W 1927 roku na całym terenie podlegającym pod rumuńskie Biuro Oddziału zebrania zostały zakazane, setki osób postawiono przed sądami wojskowymi i cywilnymi, a pozostałych Badaczy poddano ścisłej obserwacji służb bezpieczeństwa oraz policji, skutkiem czego zebrania organizowano sporadycznie w dobrze ukrytych miejscach. W marcu 1927 roku ograniczono działalność nadzorców podróżujących. W tym samym miesiącu minister spraw wewnętrznych w poufnym piśmie wydał nakaz odnalezienia oraz aresztowania wszystkich pełnoczasowych kolporterów i w krótkim czasie większość z nich trafiła do więzień. Mimo to pod koniec lat 20. kolejne osoby oraz całe rodziny przyłączały się do Badaczy Pisma Świętego.
W latach 30. wiele zborów w północnej Mołdawii odwiedził i umacniał sługa rumuńskiego Biura Oddziału, Martin Magyarosi. 

### II wojna światowa oraz czasy radzieckiej okupacji
W trakcie trwania II wojny światowej Mołdawia przechodziła spod jednej władzy pod drugą. W 1940 Mołdawia została wcielona do ZSRR, a w 1941 wróciła do Rumunii. Dla Świadków Jehowy były to czasy prześladowań z powodu ich neutralności w sprawach politycznych i odmowy pełnienia służby wojskowej. W 1942 roku faszystowski sąd wojskowy podlegający rządowi Antonescu w miejscowości Czerniowce skazał 100 Świadków Jehowy na śmierć, a wyrok miał być wykonany natychmiast. Z tej grupy 2 osoby wyrzekły się wiary, a 8 rozstrzelano. Widząc determinację Świadków Jehowy, karę śmierci zamieniono na 25 lat przymusowych robót. W następnym takim procesie na śmierć skazano 70 Świadków, lecz wyrok zamieniono na 25 lat ciężkich robót. W sierpniu 1944 roku zostali oni uwolnieni z obozów przez nacierające wojska radzieckie.
W okresie od marca do sierpnia 1944 roku Mołdawia ponownie została zajęta i wcielona do Związku Radzieckiego jako Mołdawska SRR. Świadkowie Jehowy za odmowę służby w wojsku radzieckim otrzymywali wyroki po 10 lat więzienia. Po wojnie dla Świadków Jehowy rozpoczęły się prześladowania ze strony radzieckich komunistów spowodowane odmową głosowania w lokalnych wyborach partyjnych. W 1947 roku, gdy w Mołdawii panował dotkliwy głód, współwyznawcy z Ukrainy udzielali im pomocy humanitarnej. 
6 lipca 1949 roku władze radzieckie zorganizowały deportacje przeszło 4800 Świadków Jehowy oraz innych mieszkańców m.in. do obozów w zachodnich rejonach Syberii. Ponieważ większość uchodźców została wysłana do Kazachstanu, operacja otrzymała nazwę „Południe”.
W 1951 roku z polecenia Józefa Stalina rozpoczęto drugą falę zsyłek w ramach Operacji Północ, która objęła już wyłącznie Świadków Jehowy. Deportowano ponad 720 kolejnych rodzin Świadków Jehowy – 2617 osób, które wysłano do odległego o 4500 kilometrów Tomska na zachodzie Syberii. Pozostało tylko kilkadziesiąt osób, które kontynuowały działalność, zachowując wzmożoną ostrożność. W latach zakazu literaturę biblijną na całą Mołdawię produkowano tylko w dwóch drukarniach, pracujących wyłącznie nocami.

### Działania KGB
W marcu 1959 roku KGB zorganizował konferencję wyższych oficerów, na której postanowiono rozbić organizację Świadków Jehowy na terenie Związku Radzieckiego, wywołując wśród nich wewnętrzne podziały. Postanowiono zdemoralizować i skompromitować najbardziej aktywnych nadzorców, posługując się wobec nich także sfabrykowanymi dowodami. W latach 60. XX wieku rozpoczęto zorganizowaną kampanię rozpowszechniania fałszywych pogłosek, jakoby część starszych nadzorujących działalność podjęło współpracę ze służbami bezpieczeństwa.
Równocześnie KGB szkolił agentów, którzy dostawali się do zborów, udawali „aktywnych” Świadków Jehowy i starali się objąć odpowiedzialne zadania w zborach. Natomiast gorliwym głosicielom oferowano duże sumy pieniędzy w zamian za współpracę z KGB. Również na terenie Mołdawii działania KGB przyniosły pewien skutek. W atmosferze podejrzliwości część głosicieli odłączyła się od organizacji i utworzyła opozycyjną grupę.
Na początku lat 60. władze radzieckie postanowiły umieścić najbardziej aktywnych Świadków Jehowy z całego kraju w jednym łagrze w Republice Mordwińskiej, na zachodzie Rosji. Plan ten zakładał, że pobyt w jednym obozie doprowadzi do jeszcze większego konfliktu pomiędzy obiema grupami i pozwoli definitywnie rozbić Świadków Jehowy. Ponieważ wcześniej ze względu na znaczne odległości i utrudnioną komunikację powstawały nieporozumienia, dlatego wspólny pobyt w jednym więzieniu pozwolił zdemaskować plan KGB i przywrócić jedność. W 1962 roku Komitet Kraju nadzorujący działalność w Związku Radzieckim napisał z łagru specjalny list, który dotarł do wszystkich zborów w kraju i przyczynił się do naprawienia szkód spowodowanych działaniami KGB.
W Mołdawii w połowie lat 60. wybrano trzech nadzorców, którzy odwiedzali zbory, zaczynając od północy Mołdawii, gdzie zamieszkiwała większość Świadków Jehowy i zachęcali do jedności. W drugiej połowie lat 60. okazało się, że ani jawne prześladowania, ani inne działania KGB nie przyniosły spodziewanych rezultatów. Wtedy też w listopadzie roku 1967 w Kiszyniowie zorganizowano konferencję oficerów KGB zwalczających Świadków Jehowy, na której omawiano nowe metody przeciwdziałania ich działalności. KGB postanowił wykorzystać byłych Świadków Jehowy do szerzenia fałszywych informacji. Mimo tych wszystkich działań w roku 1972 zdecydowana większość Świadków Jehowy działała zjednoczona.

### Poprawa sytuacji Świadków Jehowy
W latach 70. władze komunistyczne zaprzestały masowych aresztowań i zsyłek Świadków Jehowy. Zmniejszono również wyroki za prowadzenie działalności kaznodziejskiej i udział w zebraniach zborowych. Gdy sprzeciw zelżał, zaczęto efektywniej wykorzystywać drukarnie, dzięki czemu wzrosła ilość literatury. Ulepszono same metody drukowania oraz udoskonalono maszyny drukarskie, dzięki czemu dodatkowo zwiększono produkcję.
Gdy w roku 1985 w Związku Radzieckim doszło do zmiany rządu, los Świadków Jehowy znacznie się poprawił. Nie byli już śledzeni przez tajną policję, nie karano ich grzywnami za udział w zebraniach religijnych. W tym czasie w Mołdawii dalej urządzano zebrania w małych, dziesięcioosobowych grupach, lecz wykorzystując wesela czy pogrzeby zaczęto urządzać nieduże zgromadzenia obwodowe.
W 1989 roku setki mołdawskich Świadków Jehowy uczestniczyło w kongresach międzynarodowych pod hasłem „Prawdziwa pobożność” w Polsce. W tym samym roku we Lwowie zorganizowano spotkanie 60 nadzorców podróżujących z Komitetem Kraju Związku Radzieckiego. W spotkaniu tym uczestniczyło 4 nadzorców podróżujących z Mołdawii, co przyczyniło się do organizacji działalności kaznodziejskiej. W styczniu 1990 roku postanowiono wznieść pierwszą od 1922 roku Salę Królestwa w Mołdawii, we wsi Fetești. Uroczystość oddania Sali do użytku połączono z chrztem, który przyjęło 80 osób.

### Czasy niepodległej Mołdawii

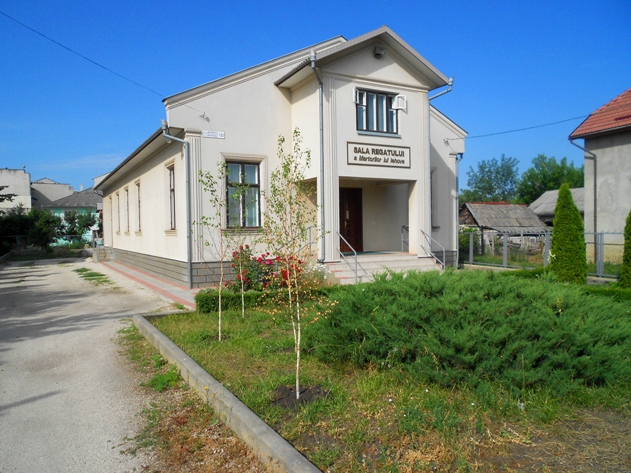
Sala Królestwa w Bielcach

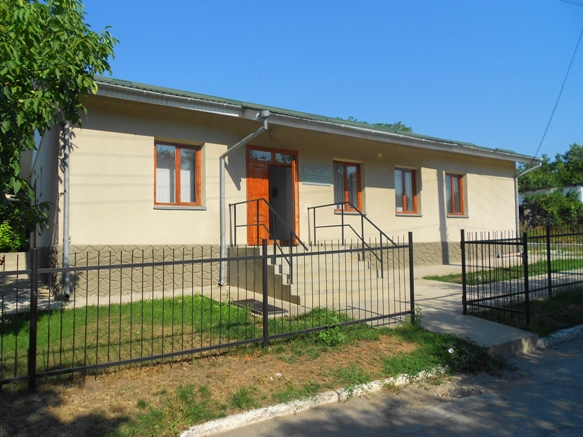
Sala Królestwa w Fălești

W 1991 roku po raz pierwszy zorganizowano oficjalne zgromadzenia obwodowe. Odbyła się też pierwsza wizyta przedstawiciela Biura Głównego w charakterze nadzorcy strefy. W tym czasie w Mołdawii działało około 4000 głosicieli. Do kraju przybyli misjonarze Biblijnej Szkoły Strażnicy – Gilead.
W 1992 roku duża grupa mołdawskich delegatów uczestniczyła w kongresie międzynarodowym pod hasłem „Nosiciele światła” w Petersburgu. W ciągu 3 miesięcy tego roku powstała w Corjeuți pierwsza Sala Zgromadzeń na terenie Mołdawii. Może ona pomieścić 800 osób. Rok później Świadkowie Jehowy otworzyli w Fetești kolejną Salę Zgromadzeń – na 1500 osób. W sierpniu 1993 roku w całej Mołdawii działało 6551 głosicieli. W latach 1990–1995 mołdawskie zbory wzniosły też ponad 30 Sal Królestwa, głównie na północy kraju.
27 lipca 1994 roku zalegalizowano działalność Świadków Jehowy w Mołdawii. Pomimo tego w dalszym ciągu dochodziło do aktów nietolerancji. W sierpniu tego roku odbyło się zgromadzenie okręgowe pod hasłem „Bojaźń Boża” w Kiszyniowie, pierwsze zgromadzenie zorganizowane w Mołdawii. W 1995 roku liczba głosicieli przekroczyła 10 tysięcy, a rok później zanotowano liczbę 12 565 głosicieli.
W 1998 roku w Naddniestrzu, regionie autonomicznym oficjalnie uznawanym za część Republiki Mołdawii, rozpoczęły się szykany i groźba zakazu działalności. Dopiero w 2009 roku Sąd miejski w Tyraspolu, stolicy Naddniestrza, zarejestrował społeczność Świadków Jehowy w tym mieście.
Do roku 1995 nadzór nad działalnością w Mołdawii sprawowało Biuro Oddziału w Rosji. W tym roku Ciało Kierownicze postanowiło nadzór przekazać do Biura Oddziału w Rumunii. W Kiszyniowie korzystano z małego biura oraz utworzono małą rodzinę Betel. 1 maja 1996 roku do mołdawskiej rodziny Betel dołączyli Rosaria i Guenther Matzurowie, absolwenci 67 klasy Szkoły Gilead, wcześniej kilka lat usługujący w rumuńskim Biurze Oddziału. W 1998 roku biuro zajmowało pięć mieszkań rozrzuconych po Kiszyniowie. W tym roku na działce zaproponowanej przez władze w centrum stolicy we wrześniu 1998 roku rozpoczęto budowę nowej siedziby. 16 września 2000 roku odbyła się uroczystość oddania do użytku nowego Betel w Kiszyniowie, na którą przybyli goście z 11 krajów. Następnego dnia na miejscowym stadionie sportowym Gerrit Lösch, członek Ciała Kierowniczego, wygłosił okolicznościowe przemówienie do przeszło 10 tysięcy zgromadzonych z tej okazji. Rodzina Betel liczyła 26 osób. W 2003 roku w Komitecie Kraju usługiwali David Grozescu, Anatolie Cravciuc i Tiberiu Kovacs. 
W styczniu 1991 roku w Kiszyniowie działalność kaznodziejską prowadziło około 350 głosicieli, należących do dwóch zborów. W styczniu 2003 roku liczba głosicieli w tym mieście przekraczała 3870 w 37 zborach. Od 1999 roku do lipca 2002 roku w Kiszyniowie wzniesiono dziesięć Sal Królestwa, z których korzystało 30 zborów w tym mieście. By zaspokoić potrzeby pozostałych 7 zborów, zbudowano trzy kolejne Sale w mieście. W marcu 2002 roku w całej Mołdawii działało 18 473 głosicieli. W 2006 roku ponad 800 mołdawskich delegatów uczestniczyło w kongresie międzynarodowym pod hasłem „Wyzwolenie jest blisko!” w Chorzowie.
W 2008 roku Sąd Najwyższy stwierdził, iż nie jest potrzebna rejestracja do prowadzenia spotkań religijnych tego wyznania. W tym roku przekroczono liczbę 20 tysięcy głosicieli, a na Pamiątce zebrało się 40 648 osób. Rok później zanotowano liczbę 20 231 głosicieli, co stanowiło największy odsetek liczby głosicieli w stosunku do liczby mieszkańców w krajach europejskich (ponad 0,5% mieszkańców). W niektórych regionach kraju odsetek wyznawców jest jeszcze większy – np. w Caracușenii Vechi wynosi ok. 25%, w Fetești ok. 15%, a w Tabani prawie 20% mieszkańców. Pod koniec roku do kraju dotarli kolejni misjonarze, ze 127 klasy Szkoły Gilead. W 2011 roku liczba głosicieli wyniosła 20 384.
3 lipca 2013 roku oddano do użytku rozbudowane Biuro Oddziału. Okolicznościowe przemówienie wygłosił członek Ciała Kierowniczego, Stephen Lett. Biuro powiększyło się o trzykondygnacyjny budynek, mieszczący magazyn literatury, dziesięć pokojów mieszkalnych oraz dwukondygnacyjny kompleks Sal Królestwa dla siedmiu zborów. Mołdawska rodzina Betel liczyła 33 osoby.
W lipcu 2015 roku delegacja Świadków Jehowy z Mołdawii brała udział w kongresie specjalnym pod hasłem „Naśladujmy Jezusa!” w Sofii w Bułgarii, w sierpniu 2017 roku w kongresie specjalnym pod hasłem „Nie poddawaj się!” w rumuńskim mieście Kluż-Napoka, w lipcu 2018 roku w kongresie specjalnym pod hasłem „Bądź odważny!” w ukraińskim Lwowie, a w 2019 roku w kongresach międzynarodowych pod hasłem „Miłość nigdy nie zawodzi!” w Guayaquil, Paryżu i Warszawie.
9 kwietnia 2020 roku na specjalnym spotkaniu w Biurze Oddziału w Bukareszcie ogłoszono wydanie zrewidowanej wersji Pisma Świętego w Przekładzie Nowego Świata w języku rumuńskim. W związku z pandemią COVID-19 program był transmitowany do wszystkich zborów w Rumunii oraz Mołdawii. Był także tłumaczony na język węgierski, romani i rumuński język migowy. W Mołdawii program obejrzało 15 606 osób. W latach 2006–2020 wydrukowano ponad 900 tysięcy egzemplarzy Pisma Świętego w Przekładzie Nowego Świata w języku rumuńskim, którym na świecie posługuje się ponad 65 tysięcy głosicieli.
1 kwietnia 2021 roku w Kiszyniowie w Mołdawii odbyła się konferencja pt. „70. rocznica Operacji Północ. Lekcje represji”. Została zorganizowana przez Instytut Historii Mołdawskiej Akademii Nauk, Uniwersytet im. Alecu Russa w Bielcach i Uniwersytet im. Bogdana Petriceicu Hasdeu w Kagule.
13 lipca 2021 roku Europejski Trybunał Praw Człowieka orzekł na korzyść Rostoma Asłaniana w sprawie, w którą zaangażowane są dwa kraje – Mołdawia i Rosja. Asłanian zaskarżył wyrok więzienia nałożony na niego przez władze Naddniestrza (Naddniestrzańskiej Republiki Mołdawskiej) za podyktowaną sumieniem odmowę pełnienia służby wojskowej. ETPC stwierdził, że sąd nie miał podstaw prawnych, żeby skazać go za podyktowaną sumieniem odmowę służby wojskowej. Uznał, że skoro to Rosja nadzoruje Naddniestrze pod względem militarnym, ekonomicznym oraz politycznym, to właśnie ona ponosi odpowiedzialność za to zdarzenie i postanowił, że Rosja ma zapłacić Asłanianowi odszkodowanie za rok pobytu w więzieniu.
Od 24 lutego 2022 roku rozpoczęto organizowanie pomocy dla Świadków Jehowy z Ukrainy, uchodźców – ofiar inwazji Rosji. W 2024 roku delegacja z Mołdawii brała udział w kongresie specjalnym pod hasłem „Głośmy dobrą nowinę!” w Pradze w Czechach.
Zebrania zborowe odbywają się w językach: rumuńskim, rosyjskim, rosyjskim migowym, angielskim, bułgarskim, gagauskim, romani.